# Magyar Nevelés- és Oktatáskutatók Egyesülete
A Magyar Nevelés- és Oktatáskutatók Egyesülete (HERA) civil K+F szervezet Magyarországon, tagja a Neveléstudományi Kutatók Európai Szövetségének (European Educational Research Association, rövidítve: EERA), valamint a Neveléstudományi Kutatók Világszövetségének (World Educational Research Association, rövidítve: WERA).

## Története
A rendszerváltozás előtt Magyarországon egyetlen társadalmi szervezet működött a pedagógia körében, a Magyar Pedagógiai Társaság (MPT), amely még a XIX. században alakult. A második világháborút követő kommunista hatalomátvétel során megszüntették (1949), majd az 1956-os forradalom után ismét engedélyezték (1964). A rendszerváltozás (1989–1990) idején a magyarországi neveléstudományi kutatók új szervezetet kezdeményeztek, és ezt – amerikai mintára (AERA) – Hungarian Educational Research Association-nak (HERA) nevezték el (1989). A HERA később (2012) csatlakozott az EERA-hoz, és jelenleg is ennek a hálózatnak a tagszervezeteként működik.

## Célok és feladatok
A HERA közhasznú szervezet, amely elsősorban a neveléstudományi kutatókat szervezi hálózatba, másodsorban segít azoknak a gyakorló pedagógusoknak, akik tanári munkájuk mellett neveléstudományi kutatásokkal is foglalkoznak. A HERA
- bővíti a magyarországi kutatók nemzetközi kapcsolatait, képviseli a magyarországi kutatókat és kutatásokat a neveléstudományi kutatók nemzetközi (elsősorban európai) közösségében;
- fórumot biztosít a szakmai-tudományos vitáknak, eredményeknek és innovációknak;
- kiadványaival nyilvánosságot ad a magyarországi kutatásoknak és fejlesztéseknek, terjeszti a tudományosan megalapozott “jó gyakorlatokat”;
- oktatásokat szervez a kezdő kutatóknak, valamint az oktatás iránt érdeklődő más kutatóknak és fejlesztőknek (oktatáskutatók);
- képviseli a neveléstudományi kutatók és kutatások érdekeit a hazai tudományos közösségekben és fórumokon;
- véleményt formál és állást foglal az oktatásügy szakmapolitikai kérdéseiben; e vitákban a kutatók és kutatások szempontjait jeleníti meg;
- szervezi a neveléstudományi közösség közéletét;
- támogatja a neveléstudományi közösség tagjainak professzionális és akadémiai karrierjét.

## Részvétel a szakmai-tudományos életben
Céljait a HERA különböző kiadványaival és rendezvényeivel éri el. A HERA megjelenési formái:
- a HERA honlapja a legfontosabb és alapvető információs fórum. A honlapon keresztül tartják a HERA tagjai egymással és más civil szervezetekkel a naprakész kapcsolatot. A honlap magyar nyelven működik, angol nyelvű összefoglalókkal;
- a HERA által alapított folyóirat (Hungarian Educational Research Journal, rövidítve: HERJ, 2013--) évente négyszer jelenik meg, részben tematikus számokkal. A folyóiratot a HERA az ELTE Pedagógiai és Pszichológiai Karával közösen szerkeszti, nemzetközi szerkesztő (tanácsadó) bizottság támogatja, és a budapesti Akadémiai Kiadó jelenteti meg.[1]
- a HERA évkönyvét évente adja ki a HERA és a Debreceni Egyetem. Az évkönyvek részben a HERA éves munkáját és eredményeit mutatják be, részben pedig a HERA éves konferenciájának (HuCER: Hungarian Conference of Educational Researchers) legfontosabb előadásait jelentetik meg magyar és angol nyelven;
- az Oktatás és Társadalom című könyvsorozatot a budapesti Gondolat Kiadó jelenteti meg. A sorozat monográfiákat és tanulmányköteteket tartalmaz a magyar pedagógiai kutatók kutatási eredményeiből (eddig 29 kötetben).

## Tagság, tagszervezetek
A HERA-nak jelenleg mintegy 500 tagja van. A HERA tagsága a magyar neveléstudományi  közösség emelkedő részét foglalja magában, ezért dinamikus, állandó mozgásban – növekedésben, változásban és változó összetételben – van. A HERA tagságát elsősorban azok alkotják, akik neveléstudományi kutatással és fejlesztéssel foglalkoznak, és már doktori (PhD) vagy magiszteri (MA) fokozattal rendelkeznek. Szenior tagjait a HERA életműdíjjal ismeri el (Báthory-emlékérem, alapítva 2012). 
A HERA-nak Magyarország számos felsőoktatási intézményében van tagszervezete. Az egy intézményben dolgozó HERA-tagokat a helyi tagszervezetek szervezik. A tagszervezetek a HERA szervezetének egyik pillére. 
A másik pillért a kutatói hálózatok jelentik. A kutatói hálózatokat a különböző intézmények kutatói alkotják, akik a neveléstudomány hasonló részterületein dolgoznak. A kutatói hálózatok változnak aszerint, ahogyan a kutatók érdeklődése és projektjei is változnak. Jelenleg a HERA-n belül a következő kutatói hálózatok működnek: 1. állampolgári nevelés és oktatási jogok, 2. családi életre nevelés, 3. felnőttkori és közösségi tanulás, 4. felsőoktatási kutatások, 5. gyermekvédelem és szociálpedagógia, 6. infocommunication and technology, 7. rendészet és katonapedagógia, 8. koragyermekkori nevelés, 9. környezetpedagógia, 10. közoktatási kutatások, 11. neveléstörténet és összehasonlító neveléstudomány, 12. oktatásszociológia, 13. romológia, 14. sportpedagógia, 15. szakképzés és foglalkoztatás, 16. szakképzés-pedagógia és szakmai tanárképzés, 17. tantervi kutatások, 18. zenepedagógiai kutatások, Egy-egy kutatási projekt lezárásakor a kialakult hálózatok, hogy újabbak lépjenek a helyükre új kutatási projektek alapján.